# حمير بن الحارث
حمير بن الحارث كان آخر والٍ عباسي على اليمن، قبل سيطرة بنو يعفر على صنعاء عام 847.
تم تعيين حِمير على اليمن من قبل المتوكل في 847، ليخلف جعفر بن دينار الخياط. وسرعان ما أُجبر على مواجهة اليعافرة، المسيطرين على المرتفعات اليمنية لأكثر من عقد، لكنه هُزم في المعركة وأجبر على الفرار. ثم غادر حِمير اليمن، مما سمح لليعفريين من دخول مدينة صنعاء واحتلال جزء كبير من البلاد بين صنعاء والجند. 

## ملحوظات
1. ↑  Al-Mad'aj 1988; Van Arendonk 1960.